# أندرو إي. لانج
أندرو إي. لانج (بالإنجليزية: Andrew E. Lange)‏ هو عالم فلك وفيزيائي أمريكي، ولد في 23 يوليو 1957 في أوربانا في الولايات المتحدة، وتوفي في 22 يناير 2010 في لوس أنجلوس في الولايات المتحدة بسبب اختناق.

## وصلات خارجية
- أندرو إي. لانج على موقع إن إن دي بي (الإنجليزية)